# 霍漢格山 (米爾茨塔勒阿爾卑斯山脈)
47°36′21″N 15°19′0″E / 47.60583°N 15.31667°E

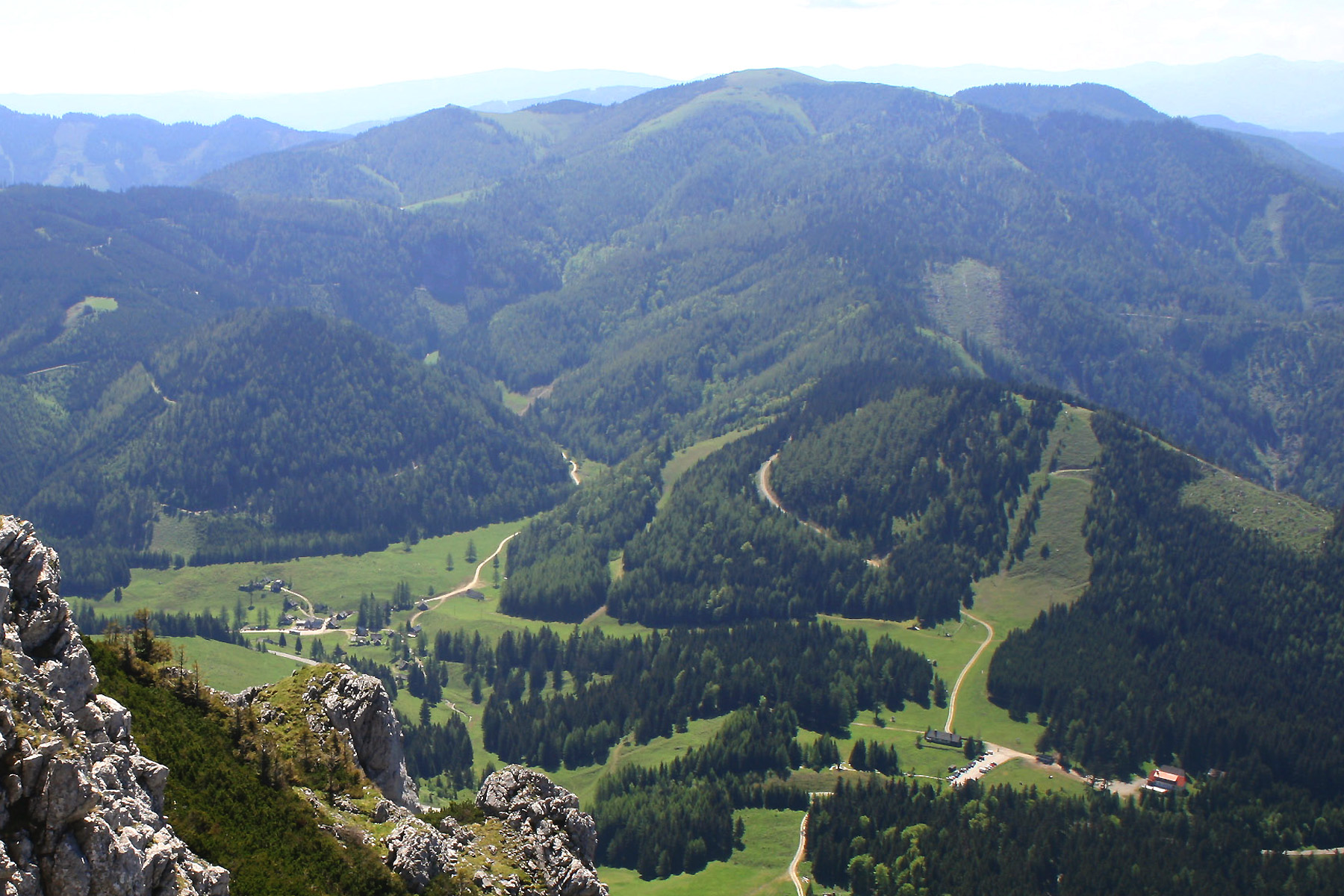

霍漢格山（德語：Hochanger），是奧地利的山峰，位於該國東南部，由施泰爾馬克州負責管轄，屬於米爾茨塔勒阿爾卑斯山脈的一部分，海拔高度1,682米，每年平均降雨量1,594毫米。